# يوهانس ثيمان
يوهانس ثيمان (بالألمانية: Johannes Thiemann) مواليد 9 فبراير 1994 في ترير، هو لاعب كرة سلة ألماني. بدأ مسيرته الاحترافية في سنة 2015. يلعب كلاعب وسط. يحمل الرقم 32. لعب مع بروس باسكتس في الدوري الألماني لكرة السلة ونيكار ريزن لودفيغسبورغ.

## روابط خارجية
- يوهانس ثيمان على موقع الاتحاد الدولي لكرة السلة (الإنجليزية)
- يوهانس ثيمان على موقع الدوري الأوروبي لكرة السلة (الإنجليزية)
- يوهانس ثيمان على موقع دوري كرة السلة الياباني للمحترفين (اليابانية)
- يوهانس ثيمان على موقع كرة السلة الأوروبية.كوم (الإنجليزية)
- يوهانس ثيمان على موقع ريلجم (الإنجليزية)
- يوهانس ثيمان على موقع بروبوليرز (الإنجليزية)
- يوهانس ثيمان على موقع سبورتس رفرنس (الإنجليزية)
- يوهانس ثيمان على موقع أوليمبيديا (الإنجليزية)
- يوهانس ثيمان على موقع اللجنة الأولمبية الألمانية (الألمانية)